# Shanghai Airlines

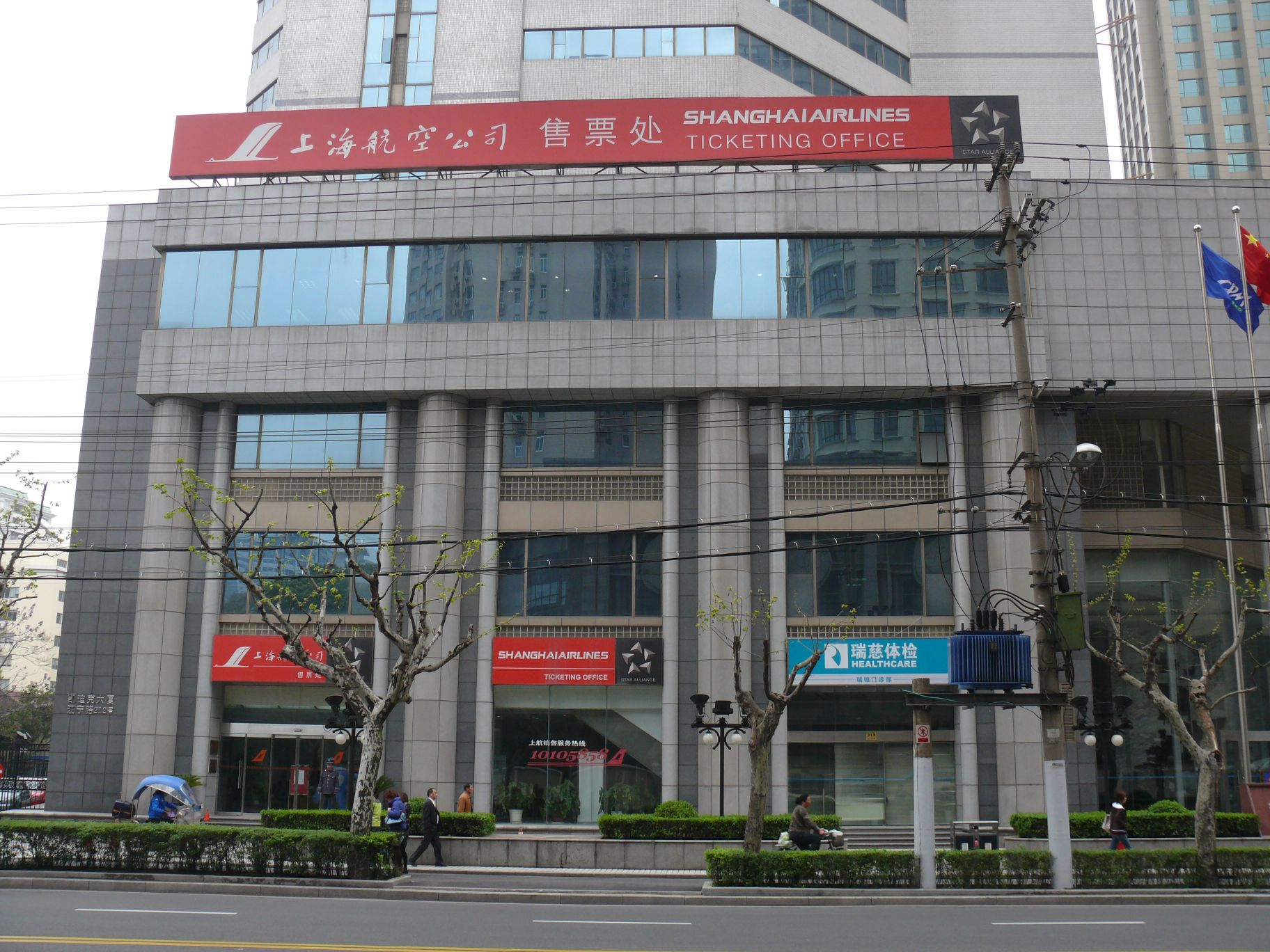
A Shanghai Airlines központi épülete

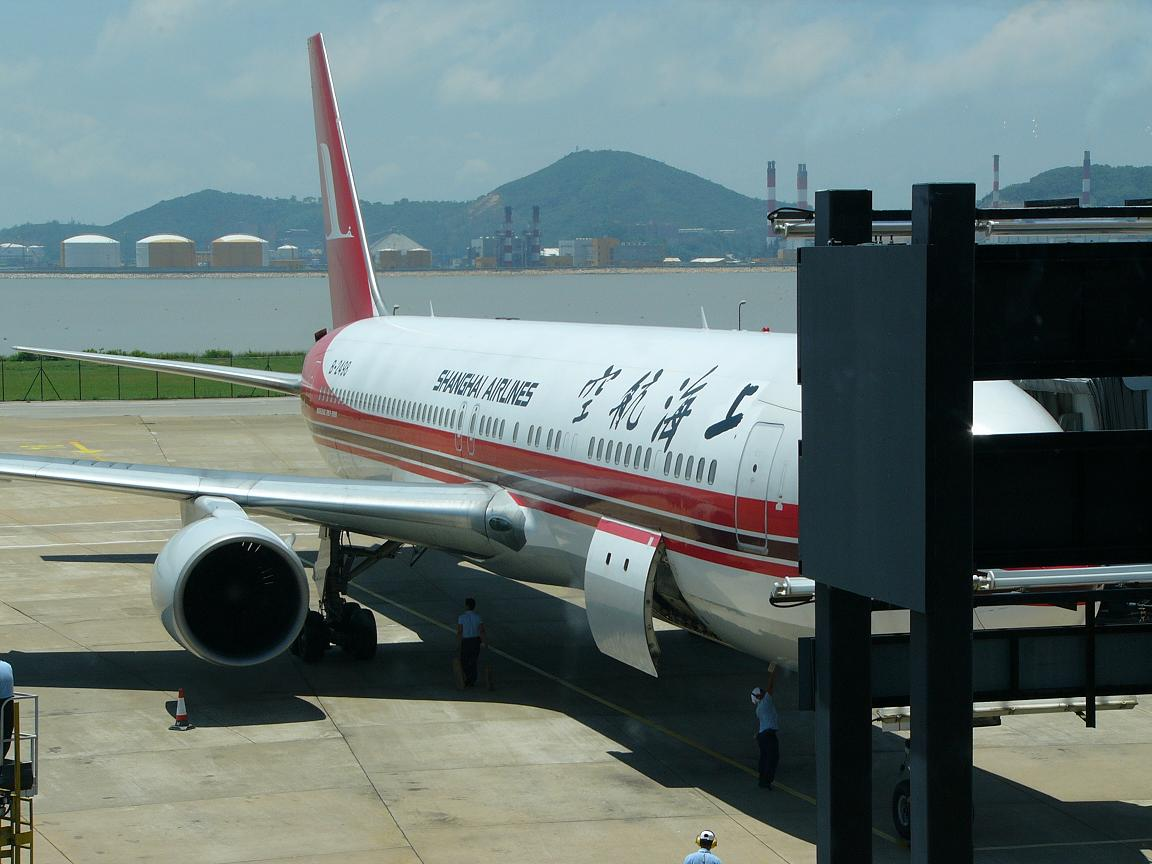
A vállalat Boeing 767-300-as gépe Makaóban

A Shanghai Airlines kínai légitársaság, központja a Jing'an kerületben van, Sanghajban.
Belföldi és nemzetközi viszonylatban közlekedik, a Sanghaj-Putungi nemzetközi repülőtér és Sanghaj-Hungcsiaói nemzetközi repülőtér között.
2009. június 11-én bejelentették, hogy a Shanghaj Airlines légitársaságot összeolvasztják a China Eastern Airlines vállalattal és csatlakozik a SkyTeam szövetséghez.

## Története
A légitársaság 1985-ben alapították, ugyanebben az évben kezdte meg működését. Sanghaj város vezetői alapítottál, mint Kína első függetlenül működő légitársaságát. 2002-ben bejegyezték a Sanghaji Értéktőzsdén. 2006-ban megalapították a teherszállító légitársaságot a Shanghai Airlines Cargo-t a tajvani székhelyű EVA Air-rel.
A Shanghai Airlines-nak nem volt egyetlenegy balesete sem, a legbiztonságosabb légitársaságok egyike.

## Úticélok
A Shanghai Airlines szinte kizárólag ázsiai úticélokra repül. Ázsián kívüli célállomásai Budapest és Marseille, 2025. januárban indítja első afrikai járatát Marseille-n keresztül Casablancába.

## Flotta
| Típus            | Szolgálatban | Rendelések | Utasok | Utasok | Utasok | Utasok | Utasok   | Jegyzetek                                                                         |
| Típus            | Szolgálatban | Rendelések |        | B      | E+     | E      | Összesen | Jegyzetek                                                                         |
| ---------------- | ------------ | ---------- | ------ | ------ | ------ | ------ | -------- | --------------------------------------------------------------------------------- |
| Boeing 737–700   | 4            | —          | —      | 8      | —      | 132    | 140      |                                                                                   |
| Boeing 737–800   | 59           | —          | —      | 8      | —      | 156    | 164      |                                                                                   |
| Boeing 737 MAX 8 | 15           | 3          | —      | 8      | —      | 168    | 176      |                                                                                   |
| Boeing 787–9     | 9            | 1          | 4      | 26     | 28     | 227    | 285      | A gépek megrendelője a Shanghai Airlines anyavállalata, a China Eastern Airlines. |
| Összesen         | 87           | 4          |        |        |        |        |          |                                                                                   |